# 刘均 (金朝)
刘均（？—1232年），金朝末年林虑县（今河南林县）人。
天兴元年（1232年），刘均为亳州观察判官。同年，镇安军首领杨春驱逐粘哥荆山，接纳蒙古兵，胁逼刘均降蒙。刘均假装答应，回家取朝服穿上，看着妻子说：“我起身刀笔吏，仰荷上知，始列朝著，又佐大籓，死亦足矣。今头颅已如此，假使有十年寿，何以见先帝于地下乎。”随即仰药而死。